# Karl Heinz Schreiner
Karl Heinrich Schreiner (* 26. Februar 1952 in Niederweidbach, Hessen) ist ein deutscher Brigadegeneral der Luftwaffe im Ruhestand. Er war in seiner letzten Verwendung von 2006 bis zum 27. Februar 2014 Direktor für Lehre und Ausbildung an der Führungsakademie der Bundeswehr.

## Militärische Laufbahn
Karl Heinrich Schreiner trat am 1. Juli 1971 in die Bundeswehr ein und absolvierte eine Ausbildung zum Reserveoffizier. Von 1976 bis 1979 war er Hörsaalleiter und Fachlehrer für Mitarbeiterführung an der Truppendienstlichen Fachschule der Luftwaffe in Iserlohn; 1979 übernahm er als Kompaniechef die 4. Inspektion beim Luftwaffenausbildungsregiment 5. Von August 1984 bis September 1986 durchlief er den 29. Generalstabslehrgang in Hamburg. Es folgten Verwendungen als  Abteilungsleiter A 1 und Abteilungsleiter A 3 beim Luftwaffenausbildungskommando in Köln. 1990 wurde Schreiner Referent im Bundesministerium der Verteidigung Führungsstab der Streitkräfte IV 3 in Bonn. Von 1992 bis 1995 übernahm er als Kommandeur die Fliegerhorstgruppe beim Jagdgeschwader 71. Schreiner kehrte 1995 als Bereichsleiter im Planungsstab zum Bundesministerium der Verteidigung zurück. Von 2001 bis 2004  war er  Kommandeur der Unteroffizierschule der Luftwaffe in Appen und wurde 2004  Stabsabteilungsleiter Führungsstab der Streitkräfte I im Bundesministerium der Verteidigung. Ab Juni 2006 übernahm er die Stelle als Direktor Lehre Führungsakademie der Bundeswehr in Hamburg. Am 27. Februar 2014 wurde er aus dieser Verwendung heraus in den Ruhestand versetzt.

## Auszeichnungen
- 1986: General-Heusinger-Preis

## Schriften (Auswahl)
- mit Ortwin Buchbender, Hartmut Bühl, Harald Kujat, Oliver Bruzek: Wörterbuch zur Sicherheitspolitik. 4. vollständig überarbeitete Auflage, Mittler, Hamburg u. a. 2000, ISBN 3-8132-0544-4.